# توني غاوديو
توني غاوديو (20 نوفمبر 1883 - 10 أغسطس 1951) مصور سينمائي إيطالي أمريكي ، ويُشار إليه أحيانًا على أنه أول من صنع تسلسل مونتاج لفيلم. فاز بجائزة الأوسكار لأفضل تصوير سينمائي عن فيلم أنتوني السيئوتم ترشيحه خمس مرات إضافية ، لـملائكة الجحيم وخواريز والرسالة وكورفيت كي-225 وأغنية لا تنسى. كان من بين مؤسسي الجمعية الأمريكية للمصورين.
توفي عام 1951 ودفن في مقبرة هوليوود للأبد في هوليوود ، كاليفورنيا. توفي شقيقه يوجين جاوديو ، وهو أيضًا مصور سينمائي ، في عام 1920 عن عمر يناهز 34 عامًا.

## روابط خارجية
- Tony Gaudio في قاعدة بيانات الأفلام على الإنترنت
- توني غاوديو على موقع فايند أغريف